# Amidorus koshantschikovi
Amidorus koshantschikovi är en skalbaggsart som beskrevs av Jacobson 1911. Amidorus koshantschikovi ingår i släktet Amidorus och familjen Aphodiidae. Inga underarter finns listade i Catalogue of Life.